# کفه رسی
کفه رسی (انگلیسی: Claypan) در زمین‌شناسی لایه‌ای محکم، متراکم و با نفوذپذیری پایین در خاک زیرسطحی است که محتوی رس بیشتری نسبت به لایه‌های دیگر است و با مرزی مشخص، از دیگر لایه‌ها تفکیک می‌شود. کفه‌های رسی به هنگام خشکی، سخت، و وقتی مرطوبند، چسبنده و کشسان هستند. این لایه‌ها
حرکت آب به لایه‌های پایینی خاک را کند یا ناممکن می‌کنند.

## زیستگاه حیوانات
کفه‌های رسی خانه انواعی از حیوانات و گیاهان هستند. یکی از این گونه‌ها، زنبور آمگیلا داوسونی است که در استرالیا می‌زید. این گونه از کفه‌های رسی برای ساختن لانه زیرزمینی‌اش استفاده می‌کند و لاروهایشان را در آن قرار می‌دهند.